# Episodi di Hank (serie televisiva 1965)
La prima e unica stagione della serie televisiva Hank è andata in onda negli Stati Uniti dal 17 settembre 1965 al 15 aprile 1966 sulla NBC.
| nº | Titolo originale                               | Prima TV USA      |
| -- | ---------------------------------------------- | ----------------- |
| 1  | Pilot                                          | 17 settembre 1965 |
| 2  | Will the Real Harvey Wheatley Please Stand Up? | 24 settembre 1965 |
| 3  | Dunsetter for President                        | 1º ottobre 1965   |
| 4  | Cherokee Hank                                  | 8 ottobre 1965    |
| 5  | Candidate                                      | 15 ottobre 1965   |
| 6  | Catering Competition                           | 22 ottobre 1965   |
| 7  | Farewell Coach Weiss                           | 29 ottobre 1965   |
| 8  | My Boyfriend, the Doctor                       | 5 novembre 1965   |
| 9  | Somebody Loves This Albatross                  | 12 novembre 1965  |
| 10 | The Campus Caper                               | 19 novembre 1965  |
| 11 | Dean Royal, Matchmaker                         | 26 novembre 1965  |
| 12 | They're Playing Our Song                       | 3 dicembre 1965   |
| 13 | My Fair Co-Ed                                  | 10 dicembre 1965  |
| 14 | Four's a Crowd                                 | 24 dicembre 1965  |
| 15 | Operation Crackdown                            | 31 dicembre 1965  |
| 16 | The Millionth Dollar Baby                      | 7 gennaio 1966    |
| 17 | Money, Money, Who's Got the Money?             | 14 gennaio 1966   |
| 18 | The Trouble with Tina                          | 28 gennaio 1966   |
| 19 | His Highness, Count Gazzari                    | 4 febbraio 1966   |
| 20 | The Ten Letterman                              | 11 febbraio 1966  |
| 21 | Rah, Rah, Commissar                            | 25 febbraio 1966  |
| 22 | Maury Wills to the Rescue                      | 4 marzo 1966      |
| 23 | Wedding Anyone?                                | 18 marzo 1966     |
| 24 | Ethel Weiss, Won't You Please Come Home?       | 25 marzo 1966     |
| 25 | McKillup's Best Seller                         | 8 aprile 1966     |
| 26 | Operation Matriculation                        | 15 aprile 1966    |

## Pilot
- Prima televisiva: 17 settembre 1965

### Trama
- Guest star:

## Will the Real Harvey Wheatley Please Stand Up?
- Prima televisiva: 24 settembre 1965

### Trama
- Guest star: Bob Balaban (Harvey Wheatley), Ann Elder (Betty), Karen Jensen (Lola)

## Dunsetter for President
- Prima televisiva: 1º ottobre 1965

### Trama
- Guest star: Gary Waynesmith (Harris Wagner), Martin West (Gene), John McCook (Gerald)

## Cherokee Hank
- Prima televisiva: 8 ottobre 1965

### Trama
- Guest star: Kelly Jean Peters (Franny), Derrik Lewis (Sam Lightfoot)

## Candidate
- Prima televisiva: 15 ottobre 1965

### Trama
- Guest star: Burt Mustin (Pete), Henry Capps (Grabowski), Margaret Mason (Diana), Jon Lormer (Prof. Grimley)

## Catering Competition
- Prima televisiva: 22 ottobre 1965

### Trama
- Guest star: Pete Smith (Lenny), Joey D. Vieira (Norman Zelinko), Nino Candido (Harry)

## Farewell Coach Weiss
- Prima televisiva: 29 ottobre 1965

### Trama
- Guest star: Francis DeSales (padre Costello), John Hubbard (Kingston), Joey D. Vieira (Norman Zelinko), Lou Wills (Coach Gazzari)

## My Boyfriend, the Doctor
- Prima televisiva: 5 novembre 1965

### Trama
- Guest star: Henry Corden (dottor Dorfman), Garry Goodrich (David Merrill), Florence Halop (Mrs. Wallace), Allan Melvin (Harry Wallace), Ann Elder (Helen Wallace)

## Somebody Loves This Albatross
- Prima televisiva: 12 novembre 1965

### Trama
- Guest star: Peter Brooks (Gerald Ludlow), George Murdock (sergente Keller), James Millhollin (Lockhart), Joey D. Vieira (Norman Zelinko)

## The Campus Caper
- Prima televisiva: 19 novembre 1965

### Trama
- Guest star: Marvin Kaplan (Dudley Cobb), Tom Falk (Bill Powers)

## Dean Royal, Matchmaker
- Prima televisiva: 26 novembre 1965

### Trama
- Guest star: Adrienne Marden (Catherine Royal), Catherine Ferrar (Mona), Roger Bacon (Jim)

## They're Playing Our Song
- Prima televisiva: 3 dicembre 1965

### Trama
- Guest star: Cissy Wellman (Susie), Celia Lovsky (Mrs. Wagner), Robert Dunlap (Albert Gordon), Sig Ruman (Prof. Max Wagner)

## My Fair Co-Ed
- Prima televisiva: 10 dicembre 1965

### Trama
- Guest star: Craig Curtis (Randall), Bridget Hanley (Terry), Hope Sansberry (Mrs. Van Hoyt), Don Washbrook (Ralph), Mimsy Farmer (Barbara)

## Four's a Crowd
- Prima televisiva: 24 dicembre 1965

### Trama
- Guest star: Greg Benedict (Dick), Joe E. Tata (Johnson), Bart Patton (Tom)

## Operation Crackdown
- Prima televisiva: 31 dicembre 1965

### Trama
- Guest star: Judy Parker (Kim), William Hudson (Prof. Markham), Robert Gibbons (Prof. Slade)

## The Millionth Dollar Baby
- Prima televisiva: 7 gennaio 1966

### Trama
- Guest star: Neil Hamilton (Prof. Turnbull), Jan Stine (Timmy), Eve McVeagh (Miss Krimmer), David Macklin (Dexter Wade Cawthorne), Judy Parker (Kim), Caroline Kido (Linda), J. Edward McKinley (Hamilton Boomer)

## Money, Money, Who's Got the Money?
- Prima televisiva: 14 gennaio 1966

### Trama
- Guest star: Judy Parker (Kim), Joey D. Vieira (Norman Zelinko), Lillian Bronson (zia Martha), Claude Stroud (zio Albert), Richard Karlan (Grecco)

## The Trouble with Tina
- Prima televisiva: 28 gennaio 1966

### Trama
- Guest star: Lisa Gaye (Arlene Atwater), Don Washbrook (Ralph)

## His Highness, Count Gazzari
- Prima televisiva: 4 febbraio 1966

### Trama
- Guest star: Pat Harrington, Jr. (Rafael Masters)

## The Ten Letterman
- Prima televisiva: 11 febbraio 1966

### Trama
- Guest star: Joey D. Vieira (Norman Zelinko), Sharon Hugueny (Eliza), John Beck (Noogy Winkler)

## Rah, Rah, Commissar
- Prima televisiva: 25 febbraio 1966

### Trama
- Guest star: Joey D. Vieira (Norman Zelinko), Coby Denton (Corcoran), Maureen Arthur (Olga Ivanovitch), Louise Lorimer (Miss Truesdale), Norman Grabowski (Podowsky)

## Maury Wills to the Rescue
- Prima televisiva: 4 marzo 1966

### Trama
- Guest star: Maury Wills (se stesso), Jack Collins (Ritter), James Seay (Gorbey), Frankie Van (Masseur)

## Wedding Anyone?
- Prima televisiva: 18 marzo 1966

### Trama
- Guest star: Jackie Joseph (Maria), Alan Reed, Jr. (George)

## Ethel Weiss, Won't You Please Come Home?
- Prima televisiva: 25 marzo 1966

### Trama
- Guest star:

## McKillup's Best Seller
- Prima televisiva: 8 aprile 1966

### Trama
- Guest star: Julie Parrish, Peter Leeds (Charlie Anger)

## Operation Matriculation
- Prima televisiva: 15 aprile 1966

### Trama
- Guest star: Les Tremayne (generale), Del Moore (dottor Philips), Kaye Elhardt (Miss Treadwell)